# 키몹스크

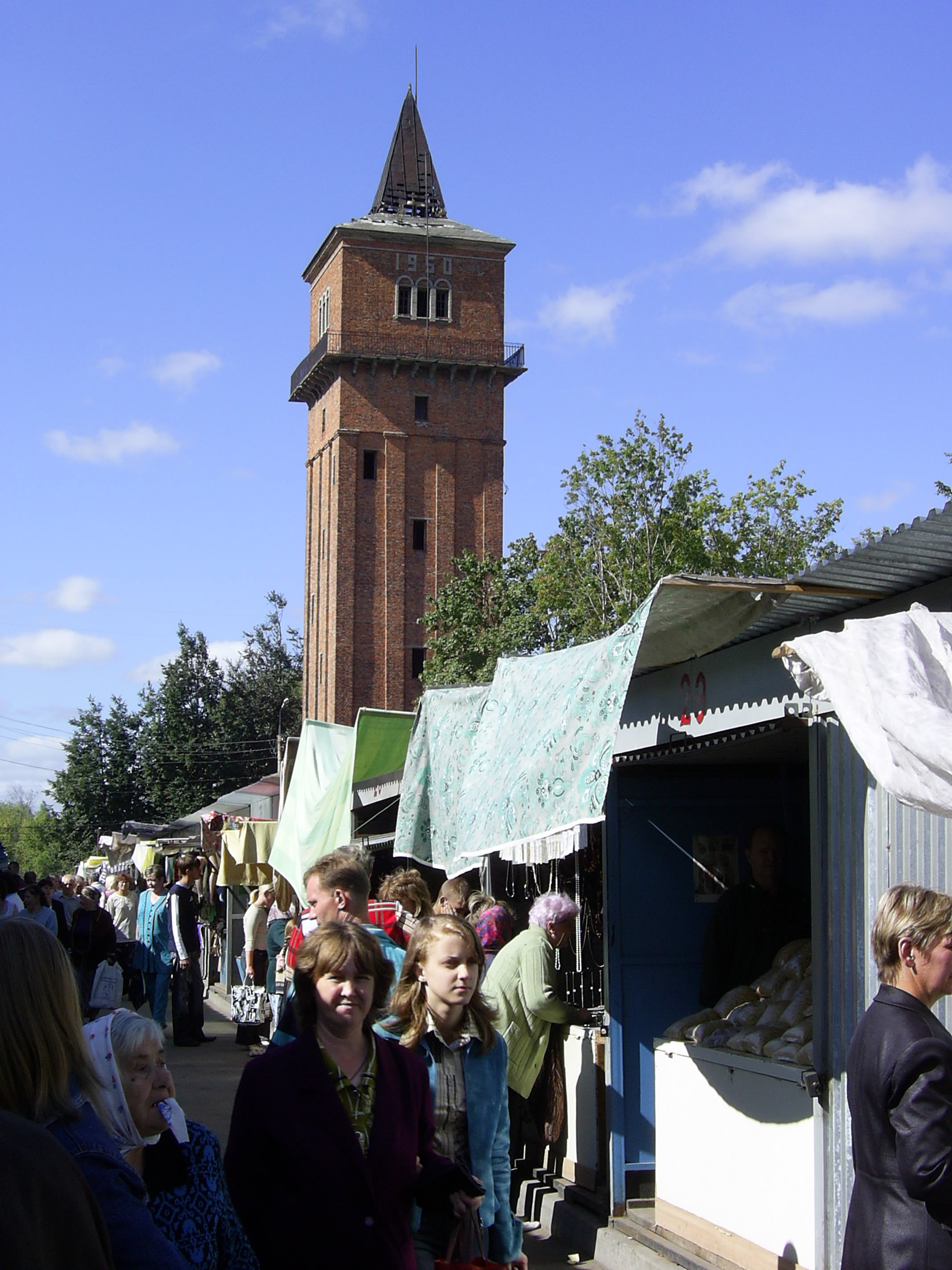

키몹스크(러시아어: Ки́мовск)는 러시아 툴라주 동부에 위치한 도시로, 인구는 33,169명(2002년 기준)이다. 툴라(툴라 주의 주도)에서 남동쪽으로 77km 정도 떨어진 곳에 위치한다. 1952년 시로 승격되었다.